# Club 45
Der Club 45 war ein österreichischer Club, der 1973 von führenden Mitgliedern der SPÖ gegründet wurde.

## Geschichte
Die Politiker Leopold Gratz, Hannes Androsch und Fritz Marsch wandten sich an einen gemeinsamen Freund, Fritz Eder, mit der Bitte, ein Clublokal ausfindig zu machen. Dieser machte zunächst ein Clubzimmer in einem Restaurant am Fleischmarkt ausfindig; Leopold Gratz brachte dann jedoch seinen Bekannten Udo Proksch ins Spiel, der soeben die Konditorei Demel am Wiener Kohlmarkt für 18 Millionen Schilling (nach heutiger Kaufkraft etwa 5.200.000 Euro) gekauft hatte. Sie hegten die Hoffnung, dass in dieser k.u.k. Hofzuckerbäckerei ein geeigneter Platz zu finden sei. Proksch stimmte zu, und 1973 wurde der Club gegründet.
Der Club war eine Art sozialdemokratischer Herrenclub, dem die Spitzen der österreichischen Politik (SPÖ) und Wirtschaft der 1970er Jahre angehörten. Am Höhepunkt, in der Zeit der absoluten Mehrheit der SPÖ, sah sich der Club als Treffpunkt der politischen und wirtschaftlichen Elite Österreichs. Im Bestseller Der Fall Lucona von Hans Pretterebner wird der Club auch als mafiöses Machtinstrument der SPÖ beschrieben, der durch ein System von Korruption, Postenschacher und Nepotismus das Land durchaus erfolgreich in Besitz nahm.
In den besten Zeiten kamen 200 Mitglieder zu den Clubtreffen. Club-Präsident war Leopold Gratz, später der Jurist Karl-Heinz Demel (nicht mit dem Gründer der Konditorei verwandt). Der monatliche Mitgliedsbeitrag belief sich auf 300 Schilling (nach heutiger Kaufkraft etwa 86 Euro).
Dem Club gehörten unter anderem die damaligen Minister Karl Blecha (Innenminister), Leopold Gratz (Außenminister) und Karl Lütgendorf (Verteidigungsminister, parteilos) an. Der damalige Wissenschaftsminister und spätere Bundespräsident Heinz Fischer, Hannes Androsch sowie Franz Vranitzky gehörten dem Club ebenfalls zeitweise an.

## Auflösung
Der Fall Lucona, der ab 1987 aufgedeckt wurde, bereitete dem Club 45 das Ende. 1992 wurde der Club endgültig aufgelöst. Es gibt zahlreiche Verschwörungstheorien um einen „Geheimclub“ im Stile der italienischen Geheimloge Propaganda Due.
Weiters gibt es Vermutungen, Proksch hätte allerlei Treiben der Mächtigen mit versteckten Kameras in einem Séparée des Demel mitgeschnitten. Damit soll er diese erpresst und so eine Aufklärung des Falles Lucona verhindert bzw. verzögert haben. Seine Ex-Frau Daphne Wagner behauptete, dass er ihr zahlreiche solcher Dokumente übergeben habe, sie habe sie jedoch verbrannt; bei seiner Verhaftung habe Proksch laut Aufdecker Pretterebner zahlreiche weitere solcher Dokumente dabei gehabt, deren Verbleib unklar sei.

## Rezeption
Der Club 45 kam auch in dem Lied Wiener Blut des österreichischen Sängers Falco vor, das sich mit der Korruption innerhalb der Wiener High Society befasst.